# Hierarchický datový formát
Hierarchický datový formát (anglicky Hierarchical Data Format, zkratka HDF) je souborový formát vyvinutý původně v americkém Národním centru pro superpočítačové aplikace a následně rozvíjený skupinou The HDF Group. Umožňuje efektivě ukládat rozsáhlá a přitom poměrně rozmanitá data a metadata.
Používány jsou dvě hlavní verze, starší, ale stále ještě široce podporovaná HDF4, a novější, výrazně odlišná a aktuálně rozvíjená HDF5, využívající pro indexování tabulek B-stromy.
Kromě specifikace samotné jsou k disposici i programové knihovny pod licencí podobnou BSD licenci. Formát má tak podporu v řadě programovacích jazyků, a to jak univerzálních, jako je C a C++, tak specializovaných, jako je GNU Octave, Julia a R.